# Leptogenys falcigera
Leptogenys falcigera é uma espécie de formiga do gênero Leptogenys, pertencente à subfamília Ponerinae.